# 凱利鎮區 (密蘇里州庫珀縣)
凱利鎮區（英語：Kelly Township）是位於美國密蘇里州庫珀縣的一個行政鎮區。

## 地方資料
凱利鎮區的面積為172.57平方千米，當中陸地面積為172.53平方千米，而水域面積為0.21平方千米。根據2020年美國人口普查的數據，當地共有人口693人，而人口密度為每平方千米4.02人。